# クアウティトラン年代記
クアウティトラン年代記（クアウティトランねんだいき、西: Anales de Cuauhtitlan）は、1563～1570年頃、メキシコ盆地北西部のクアウティトランにおいて、ナワトル語で作成された文書。
原本は知られておらず、17世紀の写本を通して現代に伝えられた。約900年分の出来事が年代記（シウポワリ）形式で記されている。
「五つの太陽の伝説」とともに、チマルポポカ文書に含まれ、トルテカ帝国の詳細な年代記として知られる。